# Convention de Nouméa
La Convention pour la protection des ressources naturelles et de l'environnement dans la région du Pacifique sud (Convention de Nouméa, ou Convention SPREP) a été signée à Nouméa (Nouvelle-Calédonie) le 24 novembre 1986 ; elle est entrée en vigueur le 22 août 1990.

## Objectif de la Convention
Dans la zone géographique qu'elle couvre, qui comprend notamment toutes les zones maritimes sous la juridiction des États parties à la Convention, elle a pour but de prévenir, réduire et contrôler la pollution quelle qu'en soit la source, et d'assurer une gestion respectueuse de l'environnement et une exploitation raisonnée des ressources naturelles.

## États partis à la convention
- Australie
- États fédérés de Micronésie
- États-Unis
- Fidji
- France (au titre de la Nouvelle-Calédonie, de la Polynésie française et de Wallis-et-Futuna)
- Kiribati
- Îles Marshall (Marshall Islands)
- Îles Cook (Cook Islands)
- Nauru
- Nouvelle-Zélande
- Niue
- Palaos
- Papouasie-Nouvelle-Guinée
- Royaume-Uni (au titre des Iles Pitcairn)
- Samoa
- Îles Salomon (Solomon Islands)
- Tonga
- Tuvalu
- Vanuatu